# Saint-Amans-des-Cots
Saint-Amans-des-Cots település Franciaországban, Aveyron megyében. Lakosainak száma 732 fő (2022. január 1.). Saint-Amans-des-Cots Campouriez, Florentin-la-Capelle, Huparlac, Montézic, Montpeyroux, Saint-Symphorien-de-Thénières és Soulages-Bonneval községekkel határos.

## Népesség
A település népessége az elmúlt években az alábbi módon változott:
| Lakosok száma | 1020 | 992  | 859  | 772  | 760  | 763  | 754  | 749  | 749  | 732  |
|               | 1968 | 1982 | 1990 | 2006 | 2013 | 2015 | 2017 | 2019 | 2020 | 2022 |